# Unión Nacional Laborista
De Unión Nacional Laborista (Nederlands: Nationale Unie van de Arbeid) was een Chileense politieke partij die in 1958 werd opgericht om de kandidatuur voor het presidentschap van Antonio Zamorano Herrera te ondersteunen.
Zamorano, een oud-priester, was tot 1956 lid van de Partido Socialista (Socialistische Partij), maar werd in 1957 als onafhankelijk kandidaat in de Kamer van Afgevaardigden gekozen. In 1958 stelde hij zich kandidaat voor het presidentschap en nam hij het als zodanig op tegen onder meer de officiële kandidaat van de Partido Socialista, Salvador Allende. Allende werd echter niet alleen gesteund door kleinere socialistische partijen en de Partido Comunista (Communistische Partij) om zo de kans op een linkse president te vergroten. De kandidatuur van Zamorano verdeelde echter het linkse kamp. Een tot dan toe onbekende partij, de Unión Nacional Laborista, besloot de kandidatuur van Zamorano te steunen. Hoewel Zamorano bij de presidentsverkiezingen van 1958 maar 3,34% van de stemmen kreeg, waren hierdoor de kansen voor Allende voor presidentschap verkeken. Allende kreeg weliswaar 28,85% van de stemmen, maar kwam juist 3% te kort om de eerste ronde van de presidentsverkiezingen te winnen: de 3% van Zamorano. Het is niet ondenkbaar dat rechtse belangengroepen bevreesd waren voor een socialistische president en de Unión Nacional Laborista opzetten om de kansen voor Allende te verkleinen. Het is overigens verre van zeker dat als Allende de eerste ronde van de presidentsverkiezingen zou hebben gewonnen, hij kans zou maken om de tweede - en beslissende - ronde ook op zijn naam te schrijven. Tijdens de tweede ronde was het aan het parlement om een nieuwe president aan te wijzen. Het parlement had in die tijd een burgerlijke meerderheid die niet van plan was om een socialist tot president van de republiek te kiezen.
Bij de gemeenteraadsverkiezingen van 1960 en de parlementsverkiezingen van 1961 behaalde de Unión Nacional Laborista geen enkele zetel.

## Verkiezingsuitslagen
| Jaar | Aantal afgevaardigden (totaal aantal zetels tussen haakjes) |
| ---- | ----------------------------------------------------------- |
| 1958 | 0 (147)                                                     |